# Comuna Grințieș, Neamț
Grințieș (în maghiară Gerinces) este o comună în județul Neamț, Moldova, România, formată din satele Bradu, Grințieș (reședința) și Poiana. Ea este situată pe valea râului Bistricioara, în partea de vest a județului și în zona centrală a Carpaților Orientali.
Toponimul Grintieș este considerat că se datorează termenului german «Die Grentze», însemnând graniță, dat de către austrieci pe vremea Imperiului Habsburgic.

## Geografie

### Așezare
Comuna se află în extremitatea vestică a județului, la limita cu județul Harghita; ea se întinde la vest de la pâraiele Prisecani și Pintec, de o parte și de alta a râului Bistricioara, până aproape de vărsarea acestuia în lacul de acumulare Izvorul Muntelui.
La nord, delimitarea de Comuna Poiana Teiului urmează Râpa Morii ce urcă din albia râului Bistricioara, culmile Hurduga și Mucileanu, continuând cu Obcina Raiului până la vârful La Fag. De aici, tot la nord, urmează delimitarea de Comuna Borca prin Preluca Dreptului și Obcina Grințieșului, până la vârful Grințieșul Mare .
Limta nord-vestică urmează cumpăna apelor dintre bazinele Grințieșul Mare - Bradu și Valea Seacă - Bărăsău, spre comuna Tulgheș.
La sud și est, Obcina Schitului delimiteză comuna Grințieș de comunele Bicazu Ardelean și Ceahlău.

### Căi de comunicație și localități importante în jur
Comuna este strabatută în principal de DN15, care, traversează Carpații Orientali, legând Bacăuul de Târgu Mureș.
Altă cale de acces din localitatea Grințieș este DJ155F care se ramifică din DN15 și face legătura cu stațiunea Durău.
Centrul comunei se află la 80 km de Piatra Neamț, 54 km de Bicaz, 56 km de Târgu Neamț, 95 km de Vatra Dornei, 34 km de Borsec și 59 km de Toplița.

### Repere geomorfologice, hidrografice și climatice
Axa principală a localității este formată de valea râului Bistricioara, iar munții sunt fragmentați de văi adânci de până la 600 m, săpate de numeroșii afluenți ai acesteia.
Spre nord în stânga Bistricioarei, relieful format din șisturi cristaline este alcătuit din ultimele culmi ale Munților Bistriței, dintre care Grințieșul Mare are altitudinea de 1762m iar Hurduga altitudinea de 1382m.
În dreapta spre sud, culmea principală o formează Obcina Schitului, cu altitudini care ajung la 1200m la Obcina Lacurilor.
În vestul comunei, culmile cristaline căptușite cu calcare și dolomite, formează vârfuri cum ar fi Măgura cu altitudinea de 1548m, Pietrele Roșii și Piatra Mocilor, cu altitudini de până la 1300m.
În partea de nord-est, culmile au un aspect de plai, cu altitudini de 1300-1400m. Proeminente apar vârfurile Preluca Dreptului, La Fag și Frasinului.

## Demografie
Componența etnică a comunei Grințieș
     Români (87,58%)
     Alte etnii (12,42%)
Componența confesională a comunei Grințieș
     Ortodocși (86,49%)
     Alte religii (1,04%)
     Necunoscută (12,47%)
Conform recensământului efectuat în 2021, populația comunei Grințieș se ridică la 1.925 de locuitori, în scădere față de recensământul anterior din 2011, când fuseseră înregistrați 2.213 locuitori. Majoritatea locuitorilor sunt români (87,58%). Din punct de vedere confesional, majoritatea locuitorilor sunt ortodocși (86,49%), iar pentru 12,47% nu se cunoaște apartenența confesională.

## Politică și administrație
Comuna Grințieș este administrată de un primar și un consiliu local compus din 11 consilieri. Primarul, Ana Buștihan[*], de la Partidul Național Liberal, este în funcție din octombrie 2020. Începând cu alegerile locale din 2024, consiliul local are următoarea componență pe partide politice:
|  | Partid                          | Consilieri | Componența Consiliului | Componența Consiliului | Componența Consiliului | Componența Consiliului | Componența Consiliului | Componența Consiliului | Componența Consiliului | Componența Consiliului |
|  | ------------------------------- | ---------- | ---------------------- | ---------------------- | ---------------------- | ---------------------- | ---------------------- | ---------------------- | ---------------------- | ---------------------- |
|  | Partidul Național Liberal       | 8          |                        |                        |                        |                        |                        |                        |                        |                        |
|  | Partidul Social Democrat        | 2          |                        |                        |                        |                        |                        |                        |                        |                        |
|  | Alianța pentru Unirea Românilor | 1          |                        |                        |                        |                        |                        |                        |                        |                        |

## Istorie
Datele rezultate în urma săpăturilor arheologice atestă existența unei culturi străvechi, aparținând perioadei paleoliticului superior și mezolitic. Pe o terasă înaltă a dealulului Frasinul aflat în stânga râului Bistricioara în locul numit Lutărie, s-au descoperit unelte tipice din perioada aurignacianului superior (def.). Pe terasele pâraielor dezgolite de o puternică eroziune care a avut loc în perioada Riss-Wurn (def.), au fost descoperite arme și unelte din silex (cuțite, dăltițe, răzuitoare ), dovezi care atestă existența unei culturi de tip gravettian (def.).
Cea mai veche mențiune documentară cu referire directă la o așezare în această regiune, se găsește într-un hrisov a lui Ștefan cel Mare datat din 13 februarie 1458. În secolul al XV-lea acest domeniu situat la granița cu Transilvania era pe de-antregul domnesc.
Procesul lent de populare al așezărilor de pe valea Bistricioarei a fost unul dependent de apropierea de Bazinul Transilvan. Unii dintre oieri (numiți tuțuieni și cu prezență sezonieră obișnuită), s-au stabilit aici atunci când situația politico-socială transilvăneană nu a mai fost pe placul lor. Se înregistrează un aflux mare de fugari - bine primiți de autorități dată fiind densitatea redusă a localnicilor - mai ales în secolul al XVIII-lea. Catagrafiile - cu începere din 1772 îi consemnează pe ardeleni (pe unii cu nume și pe alții cu poreclele: bârsan, ungurean, sălăgean, almășan, etc... Venirea transfugilor s-a desfășurat pe poteci, de cele mai multe ori știute doar de localnici și care erau numite "vama cucului".
Atestarea documentară datează din anii 1737 în scrierile lui Dimitrie Cantemir, 1771 în documentele lui B. Awer, completate de A. Vonw Enzely în „ General Karte Von Siebenburgen- 1789". Sunt menționate astfel așezările Grinziescul Vălenilor, Grinziescul Buzeteskhiților și Kilibizo. Satul Grințieșul Mare este menționat pentru prima dată în 1794 în „Pomelnicul bisericii din Grințieș, întocmit de către Teodosie Zugravu.
În 1792 Imperiul Habsburgic și-a împins granița dincolo de cumpăna apelor - la Prisecani în vestul comunei Grințies fiind instituite pichete de grăniceri și vamă.
Prin danii succesive, pământul a intrat în posesia mănăstirilor, mari proprietari de pe raza comunei Grințieș fiind așadar mănăstirile, familia (1676-1855) boierilor Cantacuzini și familia (1855-1945) fostului domn Mihail Sturdza.
În 1864, când a început construirea unei mănăstiri grecești care devine ulterior biserică, apare vatra satului Poiana. Se formează atunci o comună numită Bistricioara, cu satele Bistricioara, Poiana, Grințieș și Bradu. Se păstrează acest nume al comunei aproape 100 de ani, până în 1957 când comuna se va numi Grințieș, cu satele Poiana, Grințieș și Bradu.
Locuitorii comunei și-au obținut foarte târziu dreptul de proprietate asupra pământului, prin legea rurală din anul 1864, prin reforma agrară din anul 1921 și cea din anul 1945.
Satele comunei s-au separat după al Doilea Război Mondial din comuna Bistricioara, și au făcut din 1950 parte din raionul Piatra Neamț și apoi (după 1964) din raionul Târgu Neamț al regiunii Bacău. În 1968, ea a revenit la județul Neamț, reînființat.

## Activități economice
Modul de utilizare al terenurilor:
- Mai puțin de 23 % suprafață agricolă, din care sub 14 % sunt terenuri arabile iar restul fânețe sau pășuni. Se cultivă în principal porumbul, cartofii și rar legumele. Activitatea de pomicultură se caracterizează prin cultivarea mărului și părului.
- Fond forestier - cea mai mare parte.

Funcția economică de bază este industria de tăiere și prelucrare a lemnului, iar funcția secundară este agricultura zoopastorală. Există patru puncte de colectare lapte. În comerț își desfășoară activitatea un număr de operatori care acoperă aproape toată gama de produse alimentare și nealimentare de consum.
Există câteva pensiuni turistice.
Ca resurse subterane naturale în comuna Grințieș se identifică roci calcaroase, conglomerate și gresii și în apropiere spre Tulgheș, zăcăminte de uraniu.

## Servicii sociale
În comuna Grințieș funcționează:
- Școala de Arte și Meserii Grințieș cu clasele I-X, Școala Bradu cu clasele I-IV și Grădinița Grințieș.
- Două cămine culturale, unul în satul Poiana construit în anul 1962 și unul în satul Bradu construit în anul 1975.

Localitatea beneficiază de un oficiu poștal, un punct bancar, o stație de carburanți, un dispensar veterinar, un punct de colectare a deșeurilor.
Există un sistem centralizat de alimentare cu apă, la care locuințele din comună au parțial acces.

## Repere turistice, monumente și obiceiuri

### Locale
Exisită două situri arheologice, unul lângă Școala generală Grințieș, și unul lângă moara din satul Bradu
Ca monument se află „Biserica Tuturor Sfinților" din Grințieș, construită în anul 1793.
Obiceiuri:
- Confruntare simbolică dintre haiducii lui Bujor și poteră în Ajun de Anul Nou și în ziua de Sfântul Vasile[15].
- Sărbătoarea Grințieșului

### Monumente istorice

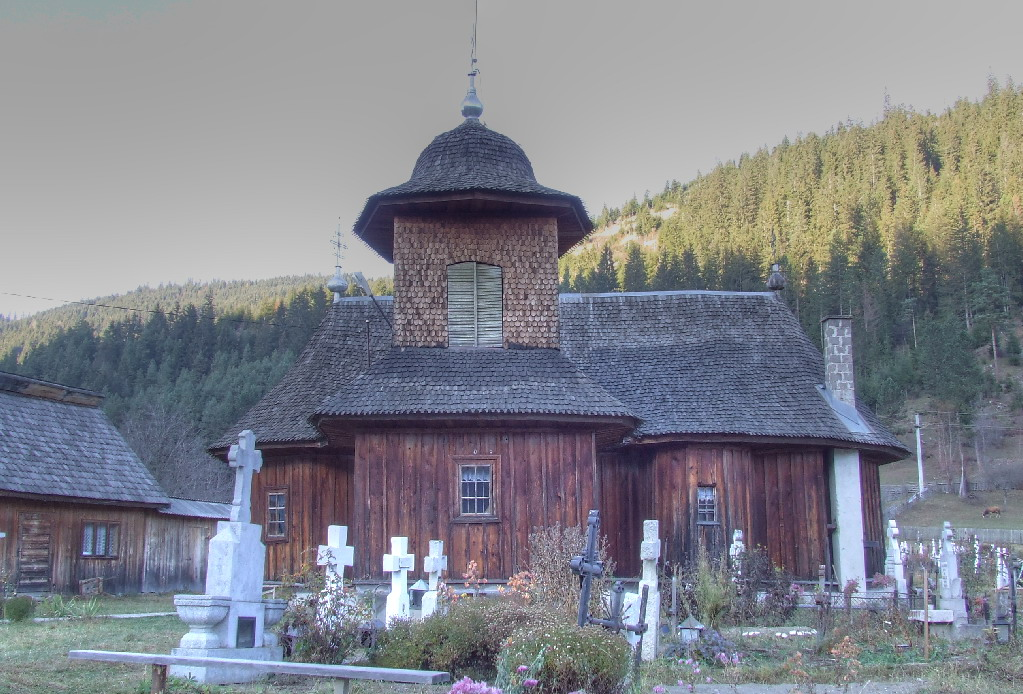
Biserica „Duminica Tuturor Sfinților”, monument istoric de interes local

Singurul obiectiv din comuna Grințieș inclus în lista monumentelor istorice din județul Neamț ca monument de interes local este biserica de lemn „Duminica Tuturor Sfinților (cod LMI: NT-II-m-B-10624) din satul Grințieș, construcție datând din secolele al XVIII-lea–al XIX-lea și clasificată ca monument de arhitectură.